# 白雪 (运动员)
白雪（1988年12月15日—）是黑龙江依安县人，就读于华东交通大学，中国女子中长跑运动员，专项为10000米赛跑。 

## 运动生涯
白雪2002年开始在齐齐哈尔市体校接受长跑专业训练，启蒙教练陈卫国。不久投入著名长跑教练王德显门下，次年开始接受马拉松训练。
白雪在2005年亚洲田径锦标赛获得了5000米赛跑和10000米赛跑的冠军，在2006年世界青年田径锦标赛获得第四名。2009年世界田径锦标赛女子马拉松获得冠军，成绩是2小时25分15秒。

## 家庭
白雪的父母是齐齐哈尔市依安县的农民。家中姐弟三人，姐姐白晶，弟弟白杨。因为出生在冬天，父亲为她起名白雪。

## 外部連結
- 白雪在的頁面